# پیکسل ۴
پیکسل ۴ و پیکسل ۴ ایکس‌ال (انگلیسی: Pixel 4) یک نوع تلفن هوشمند مبتنی بر اندروید از خط تولیدی گوگل پیکسل هستند. این تلفن به‌عنوان جانشین پیکسل ۳ معرفی شده‌است. تلفن‌ها به‌طور رسمی در ۱۵ اکتبر ۲۰۱۹ اعلام و در ۲۴ اکتبر ۲۰۱۹ در ایالات متحده منتشر شدند. تولید و عرضه این نوع موبایل در اوت ۲۰۲۰ متوقف شد.